# Raketna krstarica Petar Veliki
Raketna krstarica Petar Veliki, prvotno nazvana prema Juriju Andropovu, a kasnije preimenovana u sadašnji naziv je četvrti i posljednji izgrađeni brod klase Kirov. U službi je u ruskoj ratnoj mornarici i jedini je brod svoje klase u aktivnoj službi. Kapitalni je brod ruske Sjeverne flote.